# Iwamiya Takeji
Iwamiya Takeji (japanisch 岩宮 武二; geboren 4. Januar 1920 in Yonago (Präfektur Tottori); gestorben 26. Juni 1989) war ein japanischer Fotograf.

## Leben und Werk
Iwamiya Takeji machte seinen Schulabschluss an der „Yonago Commercial School of Sericulture“ (米子商蚕学校, Yonago shōkogakkō), einer Ausbildungsstätte für Seidenraupenzucht. Er begann jedoch keine entsprechende Arbeit, sondern wurde professioneller Baseball-Spieler. Er verletzte sich jedoch dann so, dass er diesen Sport aufgeben musste. Auf Empfehlung von Yasui Nakaji (安井 仲治; 1903–1942) und Ueda Bidan wurde er Mitglied des „Tampei Fotoclubs“ und studierte Fotografie. Er gewann eine Reihe von Preisen in Wettbewerben, veranstaltet vom Kansai-Zweig der „All-Japan Photography Association“ (全日本写真連盟; Zen-Nihon Shashin Remmei).
Nach dem Zweiten Weltkrieg eröffnete Iwamiya 1946 sein eigenes Studio. 1955 gründete er eine Einrichtung, die er „Iwanami Photos“ nannte. Dort zeigte er seine erste Einzelausstellung. Er erhielt den Preis des Kultusministers (文部大臣賞, Mombudaijin shō) für „Blumen“ (花, Hana), seinen Beitrag zur „Japan Calendar Exhibition“. 1962 wurde er von der „Photographic Society of Japan“ (日本写真協会, ihon Shashin Kyōk) mit dem Jahrespreis ausgezeichnet für „Form: die japanische Überlieferung I und II“ (形。日本の伝書, Katachi: Nihon no densho). 1963 reiste er durch Nordeuropa, um Bildmaterial zu sammeln.
1966 wurde Iwamiya Professor an der „Ōsaka Universität der Künste“ (大阪芸術大学, Ōsaka Geijutsu Daigaku). Im selben Jahr gewann er den Mainichi-Kunstpreis für „Miyako (京): Kyōto in KYŌTO“. Für „Kyūtei no niwa“ (宮廷の庭) 1969 erhielt er einen weiteren Preis des Kultusministers. Für die englische Ausgabe des Buches „Imperial Gardens of Japan“, die 1972 erschien, wurde er mit dem „International Publishers’ Prize“ ausgezeichnet. 1971 wurde er von der UNESCO gebeten, einen Fotoband zum Bild Buddhas in Asien zu erarbeiten. Das Werk erschien dann in mehrfach erweiterten Ausgaben. Der japanische Titel ist „仏像のイメージ“. 1976 wurde Iwamiya für sein Lebenswerk mit dem Preis der „All-Japan Photography Association“ ausgezeichnet.
In den 1980er Jahren bereiste Iwamiya nochmal Asien und Europa. Seine letzte Publikation „Ajia no Butsuzō“ (アジアの仏像) – „Das Bild Buddhas in Asien“ erschien 1984. Der Bildband wurde mit einem weiteren Jahrespreis der „Photographic Society of Japan“ ausgezeichnet.